# 切列姆霍沃村委员会
切列姆霍沃村委员会（俄语：Черемховский сельсовет）是俄罗斯联邦阿穆尔州伊万诺沃区 (Амурская область)所属的一个村委员会。其下辖有2个居民点，行政中心为切列姆霍沃。据2016年统计，该村委员会的人口为1394人。